# 칠곡휴게소
칠곡휴게소(漆谷休憩所, Chilgok Service area)은 대한민국의 경상북도 칠곡군 왜관읍 아곡리, 석적읍 반계리에 위치한 경부고속도로의 고속도로 휴게소이다. 부산기점에서 159km 떨어진 곳에 위치하며, 양방향 모두 휴게소가 존재한다. 부산 방향은 1972년에 완공되었고, 서울 방향은 1986년에 완공되었다. 완공 초기의 명칭은 낙동 휴게소였다. 서울 방향 휴게소의 주소는 경상북도 칠곡군 왜관읍 경부고속도로 158, 부산 방면은 경상북도 칠곡군 왜관읍 경부고속도로 159이다.

## 시설

### 서울 방향
- 현금인출기
- 브랜드매장 : 뚜레쥬르
- 경정비소 : 있음
- 화물휴게소 : 없음
- 정유사 : 알뜰주유소, S-OIL(LPG)
- 대표음식 : 평양온반
  - 북위 36° 00′ 45″ 동경 128° 25′ 51″ / 북위 36.0124656°  동경 128.4309494°

### 대구 방향
- 현금인출기
- 브랜드매장 :좋은사람들
- 경정비소:완비
- 화물주유소:완비
- 주유소:완비
- 음식:라면,김밥,비빔밥,밥,등

### 부산 방향
- 현금인출기
- 브랜드매장 : 파리바게트
- 경정비소 : 있음
- 화물휴게소 : 있음
- 정유사 : 알뜰주유소, S-OIL(LPG)
- 대표음식 : 아카시아 벌꿀 돈까스 정식
  - 북위 36° 01′ 13″ 동경 128° 25′ 43″ / 북위 36.0201659°  동경 128.4285008°

## 다음 휴게소
상행선
- 경부고속도로 서울방향 김천휴게소 36km
- 중부내륙고속도로 양평방향 선산휴게소 39km
- 중부내륙고속도로 창원방향 성주휴게소 44km

하행선
- 경부고속도로 부산방향 평사휴게소 52km
- 중부내륙고속도로지선 현풍방향 현풍휴게소 45km
- 새만금포항고속도로 포항방향 와촌휴게소 44km
- 중앙고속도로 춘천방향 동명휴게소 33km
- 중앙고속도로 부산방향 청도새마을휴게소 71km

## 전후
서울 방향
- 남구미 나들목 ← 칠곡휴게소 ← 왜관 나들목
- 김천휴게소 ← 칠곡휴게소 ← 평사휴게소

부산 방향
- 남구미 나들목 → 칠곡휴게소 → 왜관 나들목
- 김천휴게소 → 칠곡휴게소 → 경산휴게소